# Spiraea japonica
Spiraea japonica, comúnmente llamada espirea de Japón o reina del prado japonesa, es una planta popular en jardinería debido a su vistosa floración y fácil mantenimiento, es una especie de la familia Rosaceae utilizada habitualmente como planta ornamental. 

## Descripción

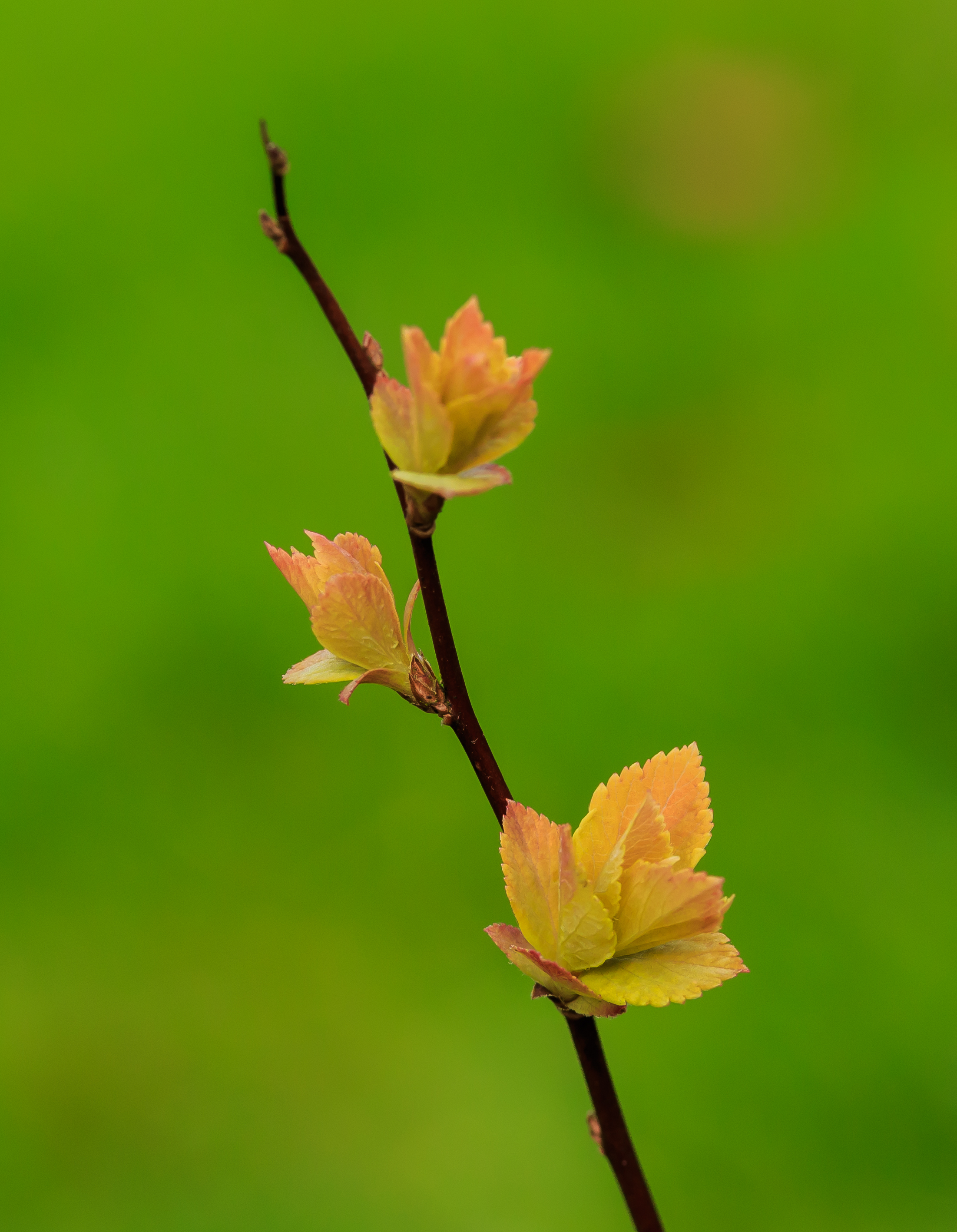
Spiraea japonica 'Goldflame' 06

Es un arbusto caducifolio de porte erecto que alcanza entre 1,2 a 2 m de altura y alrededor del mismo diámetro. Los tallos son redondos, de color marrón rojizo con hojas dispuestas de forma alterna a lo largo de ellos, en vástagos nervados, libres de ramificaciones. Estas miden unos 2,5 a 7,5 cm de largo, de forma ovado lanceolada, simples y con márgenes dentados. Las flores, de color rosa, surgen en racimos en el ápice de las ramas. Las semillas, de unos 2,5 mm, están encerradas en pequeñas cápsulas lustrosas.
Varía en la forma naturalmente, por lo que pueden surgir muchas variedades en el comercio. Se han descrito nueve variedades dentro de la especie.

## Distribución y hábitat
Es nativa de Japón, Corea y China, precisamente el suroeste de este país es el centro para la biodiversidad de la especie. 
Está naturalizada por la mayor parte del noroeste, sureste y medio oeste de los Estados Unidos y en zonas de Canadá.
Su hábitat natural suelen ser humedales, áreas ribereñas y pantanosas; a lo largo de corrientes de agua, márgenes de bosques y carreteras. Aunque puede crecer en una gran variedad de suelos, incluso alcalinos, prefiere los margosos y húmedos. Tolera sombra parcial aunque prefiere pleno sol. Durante la estación de crecimiento necesita mucha agua, sin embargo no tolera suelos encharcados durante largos periodos de tiempo. 

## Taxonomía
Spiraea japonica fue descrita por Carlos Linneo el Joven y publicada en Mémoires de la Société Linnéenne de Paris, précédés de son histoire 1: 25, en el año 1822.
var. acuminata Franch.
- Spiraea bodinieri H. Lév.
- Spiraea bodinieri var. concolor H. Lév.
- Spiraea esquirolii H. Lév.[7]

var. fortunei (Planch.) Rehder
- Spiraea fortunei Planch.
- Spiraea japonica var. fortunei Koidz.[8]

var. glabra (Regel) Koidz.
- Spiraea callosa var. glabra Regel[9]

var. japonica
- Spiraea callosa Thunb.[10]